# Epatite autoimmune
L'epatite autoimmune è una forma aggressiva di epatite, infiammazione cronica del fegato, a eziologia sconosciuta e a patogenesi autoimmunitaria. Confusa in passato con diverse altre forme di epatite, è stata definitivamente riconosciuta da Mackay.

## Epidemiologia
Viene colpito prevalentemente il sesso femminile (71%) generalmente prima dei 40 anni di età ed è presente in tutti i gruppi etnici. Poiché la sua prevalenza è stimata tra 0,5 e 1/100 000 è considerata malattia rara.
Essendo una malattia autoimmunitaria, spesso si associa ad altre comuni patologie su base autoimmune come la rettocolite ulcerosa, l'artrite reumatoide, il diabete mellito di tipo 1, la sindrome di Sjögren o tiroiditi autoimmuni.

## Eziopatogenesi
L'eziologia è sconosciuta, tuttavia l'ipotesi patogenetica più accreditata è che diversi fattori ambientali, virali (Morbillivirus, CMV, EBV, HCV) o farmacologici (minociclina, atorvastatina, trazodone) possano agire come fattori scatenanti in individui geneticamente predisposti con il meccanismo del cosiddetto mimetismo molecolare. Omologie, nella sequenza degli aminoacidi, tra proteine virali o farmacologiche e proteine degli epatociti sarebbero in grado di causare e mantenere una reazione immunitaria contro le strutture stesse dell'epatocita secondo un meccanismo autoimmunitario.
Sul piano genetico è significativa l'associazione con il complesso maggiore di istocompatibilità, la cui sovraespressione, in particolar modo degli alleli DRB1*0301 e DRB1*0401 nella etnia caucasica, provocherebbe alterazioni nelle proteine della membrana degli epatociti che stimolerebbero le cellule presentanti l'antigene iniziando una reazione autoimmunitaria cellulo-mediata; l'aumento dei linfociti T citotossici e la diminuzione di quelli soppressori, uniti all'aumentata produzione di IL-2, INF-γ e TNF-α, arrivano a provocare la morte per necrosi degli epatociti.
Anche l'immunità umorale è coinvolta, dal momento che le stesse cellule presentati l'antigene stimolano i linfociti B e le plasmacellule a produrre citochine e immuglobuline costituite da anticorpi aspecifici e autoanticorpi. Questi fattori immunitari, unitamente ai prodotti della necrosi epatocitaria, come in tutte le epatopatie croniche stimolano la formazione di fibrociti che modificano l'architettura stessa del tessuto epatico e iniziano il processo irreversibile della cirrosi epatica. Nell'epatite autoimmune questo processo è molto accelerato e si compie, senza trattamento, in 2-5 anni.

## Classificazione
Generalmente si riconoscono due sottotipi maggiori e un terzo minore:
1. La forma classica, anticorpi antinucleo (ANA) e antimuscolo liscio (SMA) positiva, con grande aumento delle gammaglobuline, presente al 75% nel sesso femminile e ben responsivo alla terapia steroidea;
2. Forma positiva agli anticorpi antimicrosomi epatici e renali (LKM), suddivisibile in tre sottotipi, presente tipicamente nelle giovani donne (95%), con prognosi più severa e con scarsa risposta agli steroidi;
3. Forma positiva agli anticorpi antiantigene solubile epatico (SLA-LP), ritenuta da alcuni autori una variante più severa delle prime due forme.

## Clinica

### Segni e sintomi
La malattia si presenta con un quadro clinico di epatite acuta associata a febbre, nausea e anoressia, cefalea, epatomegalia e ittero. Se non viene riconosciuta e trattata, evolve come una malattia cronica del fegato con dimagrimento, amenorrea e presenza di angiomi stellati. Possono coesistere, inoltre, i sintomi e i segni delle malattie associate, quali dolori articolari, emorragia gastrointestinale e sindrome sicca.

### Esami di laboratorio e strumentali
Le indagini di laboratorio possono mostrare elevazione della concentrazione plasmatica di bilirubina, transaminasi e, talvolta, dell'alfa-feto proteina. Le gammaglobuline sono superiori al 30% al protidogramma e sono presenti gli autoanticorpi che permettono di distinguere tra le varie forme di malattia (vedi paragrafo "Classificazione"); nella seconda forma può essere presente viremia da HCV in caso di infezione. Indagini utili nelle fasi avanzate della malattia sono l'albuminemia e gli esami per la valutazione della situazione coagulativa, in particolar modo piastrinemia e protrombinemia.

### Diagnosi differenziale
Il criteri diagnostici non sono codificati, ma le diagnosi differenziale con le altre forme di Epatite cronica si basano su:
1. Precoce e costante aumento della concentrazione plasmatica di transaminasi (ALT, AST) di 5-10 volte e di immunoglobuline del 30%, soprattutto IgG policlonali, rispetto ai valori normali;.
2. Presenza di infiltrato linfo-plasmacellulare negli spazi portali con erosione della lamina limitante e sconfinamento periportale, cui segue rigenerazione epatocitaria in forma di "rosette";
3. Presenza di autoanticorpi specifici per il tipo di epatite;
4. Esclusione di altre patologie epatiche a eziologia nota.

## Trattamento e prognosi
Il trattamento si basa sul controllo dell'infiammazione tramite l'utilizzo di corticosteroidi e altri immunosoppressori, quali azatioprina, tacrolimus, micofenolato mofetile e budesonide. L'80% dei casi in forma classica risponde alla terapia. In caso di mancata risposta o se sopraggiunge un'insufficienza epatica grave, può rendersi necessario un trapianto di fegato, che risulta efficace nel 74-94% dei casi, con la possibilità di recidiva ridotta dal trattamento antirigetto.